# Kalmiopsis fragrans
Kalmiopsis fragrans är en ljungväxtart som beskrevs av Meinke och Kaye. Kalmiopsis fragrans ingår i släktet Kalmiopsis och familjen ljungväxter. Inga underarter finns listade i Catalogue of Life.